# Franz Joseph von Thurn und Taxis

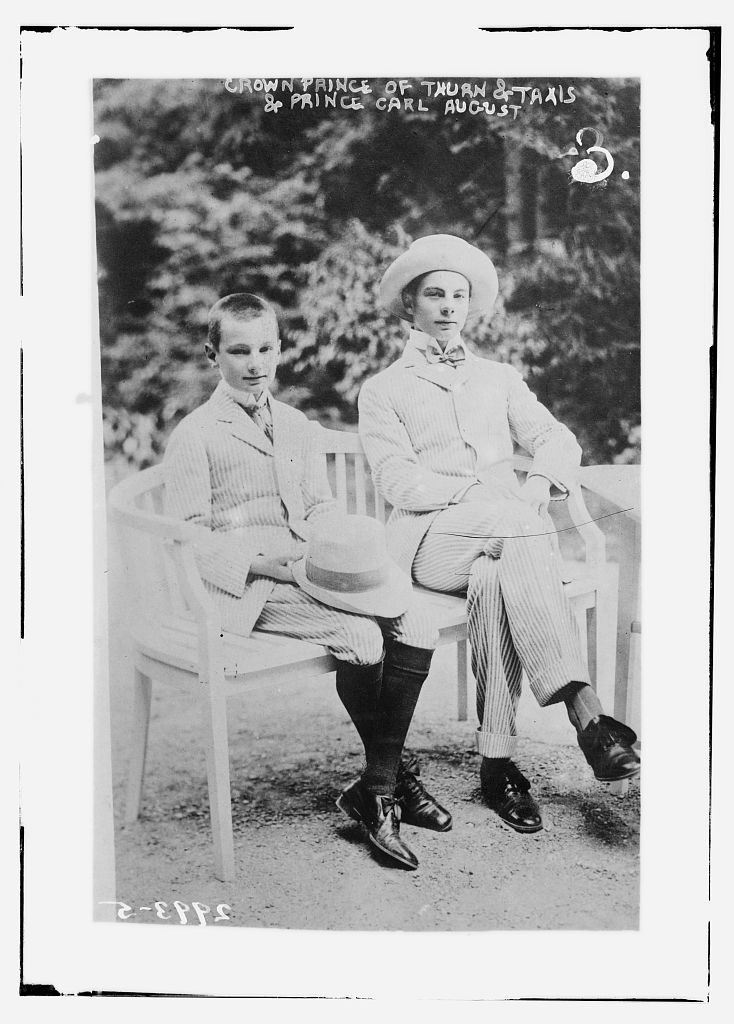
Franz Joseph och hans bror Karl August

Franz Joseph Maximilian Maria Antonius Ignatius Lamoral von Thurn und Taxis , född 21 december 1893 i Regensburg död 13 juli 1971, var överhuvud för den tyska fursteätten Thurn und Taxis.
Han var son till Albert, furst von Thurn und Taxis (1867-1952) och ärkehertiginnan Margaretha av Österrike (1870-1955). År 1920 gifte han sig med sin kusin Elisabeth, infanta av Portugal (1894-1970), dotter till Mikael, hertig av Braganza.

## Barn
- Gabriel Albert Maria Michael Franz Joseph Gallus Lamoral, arvprins von Thurn und Taxis (1922-Stalingrad 1942)
- Helene Maria Maximiliana Emanuela Michaela Gabriela Raphaela (1924-1991); gift 1947 (skilda 1968) med greve Rudolf Erwein von Schönborn-Wiesentheid (1918-1998)
- Maria Theresia Michaela Raphaela Gabriela Carolina Ludovica (1925-1997); gift 1955 med greve Franz Eduard von Oppersdorff (1919-1985)
- Maria Fernanda Eudoxia Michaela Gabriela Raphaela (1927- ); gift 1950 (skilda 1951) med Franz Joseph av Hohenzollern-Sigmaringen (1926-1996)